# Riumors
Riumors est une commune d'Espagne dans la communauté autonome de Catalogne, province de Gérone, de la comarque d'Alt Empordà

## Culture locale et patrimoine

### Personnalités liées à la commune
- David Juncà (1993-) : footballeur né à Riumors.